# 黄海冰
黄海冰（1973年7月23日—）是中国大陆的男演员，以饰演武侠小生出名，有“古装王子”之称。中央戏剧学院表演系毕业。他的妻子是同为演员的甄锡。

## 影视作品

### 电视剧
- 1994年《新书剑恩仇录》饰 陈家洛
- 1995年《隋唐演义》饰 罗成
- 1995年《花木兰》饰 李世民
- 1996年《北京夏天》饰 罗普音
- 1996年《王洛宾与三毛》饰 塞克
- 1996年《江湖奇侠传》饰 年羹尧
- 1997年《日落紫禁城》饰 荣庆
- 1997年《欢喜游龙》饰 光绪帝
- 1998年《大唐御史谢瑶环》饰文怀中
- 1998年《上官婉儿》饰 李贤
- 1998年《惊世情仇》饰 肖无忌
- 1998年《甲午陆战》饰 光绪帝
- 1999年《少年英雄方世玉》饰 仇万千
- 1999年《白手风云》饰 段宜康
- 2000年《西游记后传》饰 唐僧
- 2000年《武林外史》饰 沈浪
- 2000年《机灵小不懂》饰 六皇子哈桑
- 2001年《大漠皇妃》饰 萧少白
- 2001年《魂断秦淮》饰 侯朝宗
- 2001年《护国良相狄仁杰之京都疑云》饰 陶甘
- 2001年《王中王》饰 徐放鹤
- 2002年《英雄》饰 赵正
- 2002年《中国足球》饰 杜渐
- 2002年《火帅》饰 潘少春
- 2003年《萍踪侠影》饰 张丹枫
- 2003年《隋唐英雄传》饰 秦琼
- 2003年《夏日里的春天》饰 邓风
- 2003年《福星高照猪八戒》饰 玉皇大帝
- 2004年《长春花》饰 来远
- 2004年《喜气洋洋猪八戒》饰 玉皇大帝
- 2004年《天下太平》饰 商天宝
- 2005年《大敦煌》饰 方天佑
- 2005年《黑白之门》饰 陈扬
- 2005年《爱，在离别时》饰 萧正峰
- 2005年《代号021》饰 童威
- 2006年《再生缘》饰 皇甫少华
- 2006年《血色玫瑰》饰 李士君
- 2006年《幸运者》饰 江海滨
- 2007年《海上争雄》饰 萧天远
- 2007年《蝶变》饰 杨超
- 2008年《大明医圣李时珍》饰 李时珍
- 2008年《高第街》饰 许志海
- 2008年《澳门档案》饰 江浩
- 2009年《美人心计》饰 聂风
- 2009年《东方卡萨布兰卡》饰 江浩
- 2009年《贤妻良母》客串 教师
- 2010年《西津渡》饰 白鸿飞
- 2010年《欢喜婆婆俏媳妇》客串光绪帝
- 2010年《唐宮美人天下》饰 李世民
- 2011年《开天辟地》饰 毛泽东
- 2011年《水浒传》饰 柴进
- 2012年《美丽誓言》饰 姒长乐
- 2013年《笑傲江湖 (2013年電視劇)》飾 獨孤求敗
- 2013年《唐朝浪漫英雄》
- 2014年《那年来了鬼子兵》
- 2014年《隋唐英雄3、4》饰 薛仁貴
- 2014年《少林寺傳奇·藏經閣》飾方掌班(小方一班)
- 2015年《隋唐英雄5》饰 薛丁山
- 2015年《情满雪阳花》客串
- 2015年《为爱坚守》(原名:妻子不设防)
- 2015年《金钗谍影》饰 博尔济
- 2015年《四手妙弹》（2011年拍攝）饰 徐宝阁
- 2015年《独立纵队2》饰 胡天华
- 2015年《猎虎》(原名:猎虎1946)（2012年拍攝）饰 陆飞虎
- 2016年《爱嫁不嫁》（2013年拍攝）饰 黄海冰/黄火山
- 2016年《东方战场》饰 毛泽东
- 2016年《幻城》饰 克托 (客串)
- 2016年《青云志》饰 万剑一
- 2016年《人民检察官》饰 刘文
- 2016年《红星照耀中国》饰 毛泽东
- 2017年《执着的追踪》
- 2017年《太极宗师之太极门》饰 曹世坤 (客串)
- 2017年《杀手帮帮忙》(網絡劇)饰 厨师
- 2017年《龙珠传奇》饰 永历帝
- 2017年《一路向西再向西》(網絡劇)饰 白馬(客串)
- 2017年《楚乔传》饰 詹子瑜(客串)
- 2017年《东方有大海》饰 林子涵
- 2017年《热血军旗》(原名:建军大业)饰 毛泽东
- 2018年《古董局中局》(網絡劇)饰 刘一苇(客串)
- 2019年《宸汐缘》饰 天君
- 2020年《两世欢》饰 昭王(客串)
- 2020年《天醒之路》饰 冷休谈(客串)
- 2020年《长相守》饰 花斌(客串)
- 2020年《少年游之一寸相思》饰 苏璇
- 2020年《琉璃》饰 天帝
- 2020年《青青子衿》饰 鹿行云
- 2020年《太古神王》饰 秦川
- 2020年《明月曾照江东寒》(網絡劇)饰 战破敌(客串)
- 2020年《西柏坡的警钟》饰 毛泽东 (客串)
- 2020年《这就是生活》饰 崔總
- 2021年《我的时代，你的时代》饰 吳父(客串)
- 2021年《约定》(網絡劇)饰 侯經理(客串)
- 2021年《理想照耀中国》饰 毛泽东
- 2021年《变成你的那一天》(網絡劇)饰 余國華
- 2021年《上游》饰 陆休德
- 2021年《刘墉追案》饰 乾隆帝
- 2021年《嘉南传》(網絡劇)饰 李长青
- 2023年《春闺梦里人》饰 皇帝
- 2023年《长月烬明》(網絡劇)饰 兆悠真人
- 2023年《云襄传》(網絡劇)饰 钱荣
- 2023年《花戎》(網絡劇)饰 天帝
- 2023年《灼灼风流》(網絡劇)饰 慕荣
- 2023年《宁安如梦》(網絡劇)饰 薛远
- 2024年《五行世家》(網絡劇)(2020年拍攝)饰 水王
- 2024年《手术直播间》饰 陳妙(客串)
- 2024年《天行健》(網絡劇)饰 程昱
- 2024年《向前一步》饰 楊科長
- 2024年《四海重明》(網絡劇)饰 穆广寒
- 2025年《掌心》(網絡劇)饰 海宜平
- 2025年《雁回时》饰 宇文长安
- 2025年《献鱼》(網絡劇)饰 南堰侯
- 待播中《单翼雄鹰》
- 待播中《爱让我们在一起》客串
- 待播中《长安丽人》
- 待播中《光辉的旗帜》饰 毛泽东
- 待播中《夏梦狂诗曲》饰 裴绍
- 待播中《一枕春华》(網絡劇)

### 电影
- 1997年：《浴血太行》饰王新亭
- 1998年：《杭州王爷》饰陈伦
- 2001年：《家的故事》饰张家辉
- 2004年：《死亡之吻》饰鲁百民
- 2008年：《同心》饰毛泽东 《万家灯火》饰画家贾明
- 2009年：《缘来是咱俩》饰经理 《黑梦》饰邢东 《悠悠风铃声》饰心理医生
- 2010年：《战国》饰赵王
- 2014年：《黄克功案件》饰 毛泽东
- 2014年：《毛泽东在上海·1924》饰 毛泽东
- 2017年：《校园流星雨》(网络电影)
- 2017年：《苏州少年横漂记》
- 2018年：《大轰炸》
- 2019年：《命囧》(网络电影)饰 黄金海
- 2019年：《三国之战神无双》(网络电影)饰 吕布
- 2022年：《大汉军魂》(网络电影)
- 2023年：《非常警察》(网络电影)
- 2025年：《猎毒风暴》(网络电影)饰 刘勇
- 待上映：《一路惊奇之桃之夭夭》

### 舞台剧
- 《雷雨》饰周萍
- 《温莎的风流娘们》饰福斯塔夫
- 《这里曾经有座小庙》饰龙子

### 其他
- MTV想念你的夜晚（陈明）
- MTV冬季校园（高晓松）

### 广告
- 通天口服液
- 飞鹰吉列刀片
- 高乐高
- 哈尔滨啤酒